# Thomas A. Baker

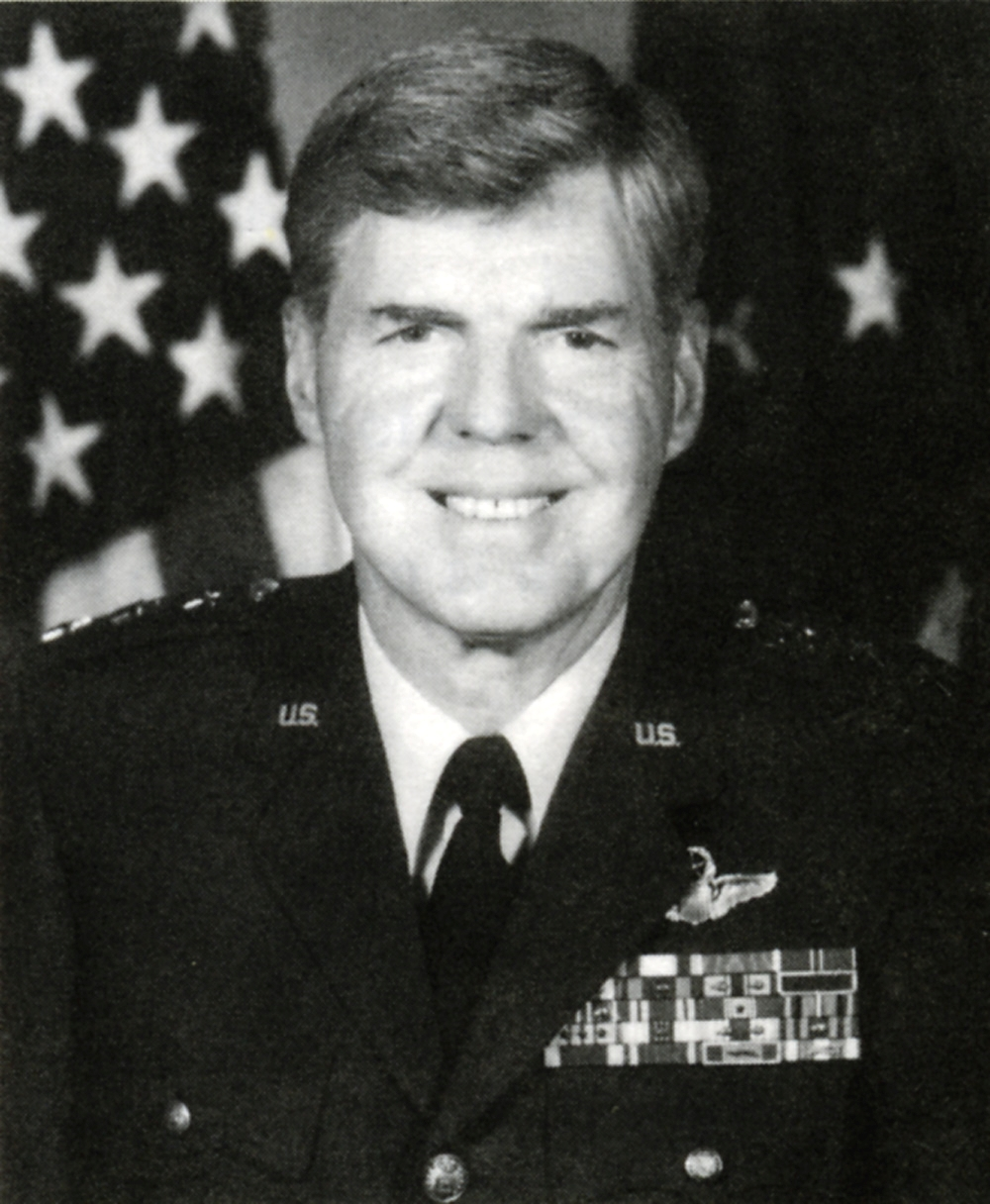
Thomas A. Baker

Thomas A. Baker (* 9. Mai 1935 in Golconda, Pope County, Illinois) ist ein pensionierter Generalleutnant der United States Air Force. Er war unter anderem Kommandeur der 7. Luftflotte.
Über das ROTC-Programm der Southern Illinois University gelangte er im Jahr 1957 in das Offizierskorps des United States Air Force. In dieser durchlief er anschließend alle Offiziersränge vom Leutnant bis zum Drei-Sterne-General.
Im Lauf seiner militärischen Karriere absolvierte er verschiedene Kurse und Schulungen. Dazu gehörten unter anderem eine Ausbildung zum Kampfpiloten und weitere Fortbildungskurse als Pilot von neuen Flugzeugtypen; die Squadron Officer School auf der Maxwell Air Force Base in Alabama; das britische Royal Air Force Staff College; die Fighter Weapons School auf der Nellis Air Force Base in Nevada und das National War College in Fort Lesley J. McNair in Washington, D.C.
In seinen frühen Jahren als Offizier der Luftwaffe war er an verschiedenen Stützpunkten in den Vereinigten Staaten stationiert. Dabei war er als Pilot, Flugausbilder oder Stabsoffizier bei unterschiedlichen Einheiten tätig. Dazwischen absolvierte er die erwähnten Schulungen. Als Stabsoffizier war er unter anderem im Hauptquartier der Air Force tätig. In den 1960er Jahren war er auch auf der Hahn Air Base in Deutschland und der Udorn Royal Thai Air Force Base in Thailand stationiert. Dabei war er wie viele andere Offiziere der US Air Force im Vietnamkrieg eingesetzt, wofür er einige Orden erhielt. In den Jahren 1968 und 1969 bildete Thomas Baker auf der Luke Air Force Base in Arizona Piloten der deutschen Luftwaffe aus.
Im Jahr 1971 wurde er zum Stab der United States Air Forces in Europe versetzt, die damals noch in Wiesbaden stationiert war. Dort war er in deren Personalabteilung tätig. Es folgte eine Versetzung auf die Spangdahlem Air Base, wo er zwischen Februar 1973 und Juli 1974 die 23rd Tactical Fighter Squadron kommandierte. Anschließend absolvierte Baker bis Juni 1975 sein Studium am National War College.
Daran schloss sich eine Versetzung nach Riad in Saudi-Arabien an, wo er bis Juli 1976 die amerikanische Luftwaffenberatermission (Air Force Advisory Mission) leitete. Als Nächstes wurde e nach England zur Royal Air Force Station Bentwaters versetzt. Dort war er in verschiedenen Funktionen Stabsoffizier beim 81. Taktischen Kampfgeschwader (81st Tactical Fighter Wing). Zwischen Dezember 1977 und Juni 1980 war er für das Hauptquartier der amerikanischen Luftwaffe in Europa als director of inspection tätig. Im Juni 1980 erhielt er auf der Royal Air Force Base Lakenheath in England das Kommando über das 48. Taktische Kampfgeschwader (48th Tactical Fighter Wing), das er bis zum Dezember 1981 behielt.
Anschließend war er bis zum August 1982 auf der Ramstein Air Base Stabsoffizier in der Abteilung für Operationen im Hauptquartier der United States Air Forces in Europe. Danach war er in verschiedenen Funktionen im Stab des Luftwaffenhauptquartiers in Washington, D.C. tätig. Im September 1985 übernahm Thomas Baker auf der Torrejon Air Base in Spanien das Kommando über die 16. Luftflotte (16th Air Force) das er bis Juli 1987 behielt. Danach wurde er zur Randolph Air Force Base in Texas beordert. Dort war er bis Oktober 1988 stellvertretender Kommandeur des Air Training Commands.
Zwischen Oktober 1988 und Juli 1990 war Baker in Südkorea stationiert. Dort erhielt er am 31. Oktober 1988 als Nachfolger von Craven C. Rogers Jr. das Kommando über die 7. Luftflotte. Gleichzeitig war er stellvertretender Kommandeur der United States Forces Korea, der kombinierten südkoreanisch-amerikanischen Streitkräfte, und des United Nations Commands. Diese Aufgaben bekleidete er bis zum 7. Juli 1990, als er von Ronald Fogleman abgelöst wurde.
Nach dem Ende seiner Mission in Südkorea wurde Thomas Baker auf die Langley Air Force Base in Virginia versetzt. Dort war er zwischen Juli 1990 und Mai 1991 stellvertretender Kommandeur (Vice Commander) des Tactical Air Commands. Seine letzte Mission führte ihn auf die Bergstrom Air Force Base in Texas. Dort übernahm er das Kommando über die 12. Luftflotte. Diese bildete die Luftkomponente des United States Southern Commands. Baker behielt dieses Kommando bis zu seiner Pensionierung im Jahr 1993.
Während seiner aktiven Zeit als Militärpilot absolvierte er über 4800 Flugstunden auf verschiedenen Flugzeugtypen.

## Orden und Auszeichnungen
Thomas Baker erhielt im Lauf seiner militärischen Laufbahn unter anderem folgende Auszeichnungen:
- Air Force Distinguished Service Medal
- Legion of Merit
- Bronze Star Medal
- Air Medal
- Meritorious Service Medal
- Air Force Commendation Medal
- Air Force Outstanding Unit Award
- National Defense Service Medal
- Armed Forces Expeditionary Medal
- Vietnam Service Medal
- Vietnam Campaign Medal (Südvietnam)